# Sheridan (Montana)
Sheridan es un pueblo ubicado en el condado de Madison en el estado estadounidense de Montana. En el Censo de 2010 tenía una población de 642 habitantes y una densidad poblacional de 243,73 personas por km².

## Geografía
Sheridan se encuentra ubicado en las coordenadas 45°27′32″N 112°11′41″O / 45.45889, -112.19472. Según la Oficina del Censo de los Estados Unidos, Sheridan tiene una superficie total de 2.63 km², de la cual 2.63 km² corresponden a tierra firme y (0%) 0 km² es agua.

## Demografía
Según el censo de 2010, había 642 personas residiendo en Sheridan. La densidad de población era de 243,73 hab./km². De los 642 habitantes, Sheridan estaba compuesto por el 95.33% blancos, el 0.31% eran afroamericanos, el 0.47% eran amerindios, el 0.47% eran asiáticos, el 0% eran isleños del Pacífico, el 0.47% eran de otras razas y el 2.96% pertenecían a dos o más razas. Del total de la población el 1.09% eran hispanos o latinos de cualquier raza.